# رجب

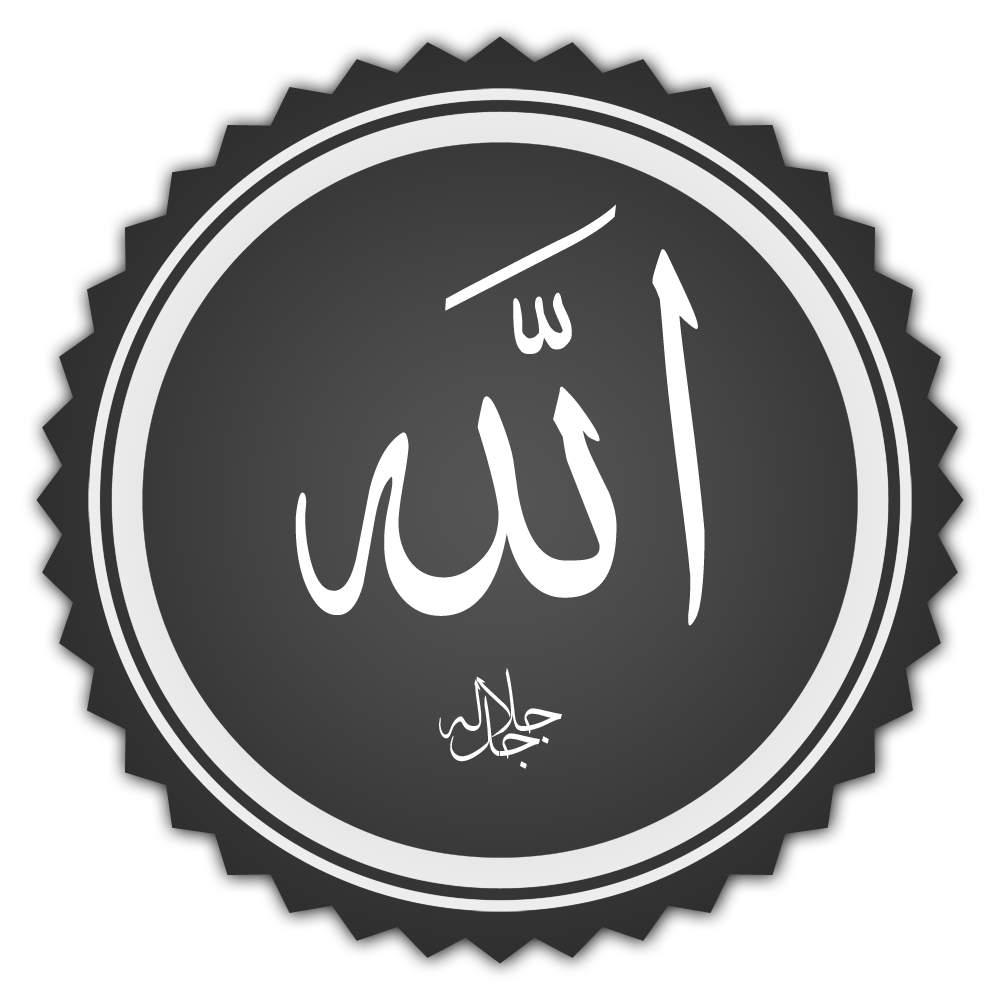
رجب (ماه)

رَجَب یا رَجَب المُرَجَّب (به عربی: رَجَب) هفتمین ماه از ماه‌های قمری و یکی از ماه‌های حرام است. در زمان جاهلیت رجب ماه مقدسی بود، در آن برای خدایان قربانی می‌شد و جنگ در آن حرام بود. پس از ظهور اسلام انحرافات به تدریج از بین رفتند. در حدیث مهمی از پیامبر اسلام آمده: «رجب ماه خداست، شعبان ماه من است و رمضان ماه مردم من است.» که رجب را هم‌پایهٔ دو ماه مبارک دیگر نهاده‌است. همچنین از او نقل است که هرکس یک روز در ماه رجب روزه بگیرد مانند آن است که یک ماه را روزه گرفته‌است. طبق روایات اسلامی ماه رجب، ماه تهذیب و عبادت و خودسازی، و آغاز یک دوره جدید سلوک به سوی خداست.
لیلة الرغائب به نخستین شب جمعهٔ ماه رجب گفته می‌شود. وقوع مناسبت‌های تاریخی متعدد صدر اسلام در این ماه آن را به زمان برجسته‌ای از سال تبدیل کرده‌است.

## مناسبت‌ها
- ۱ - ولادت محمد باقر، پنجمین امام شیعه دوازده‌امامی (۵۷ قمری)
- ۳ - درگذشت علی النقی، دهمین امام شیعه دوازده‌امامی (۲۵۴ قمری)
- ۸ - ولادت حضرت علی اصغر ، (۶۰ قمری)
- ۱۰ - ولادت محمد تقی، نهمین امام شیعه دوازده‌امامی (۱۹۵ قمری)
- ۱۳ - ولادت علی بن ابی‌طالب، نخستین امام شیعیان (۳۰ عام‌الفیل برابر با ۲۳ پیش از هجری قمری)
  - روز پدر (در ایران)
- ۱۳ - آغاز ایام البیض (ایام سه روزه اعتکاف: ۱۳، ۱۴ و ۱۵ رجب)
- ۱۵ - درگذشت زینب الکبری بنت علی، (۶۲ قمری)
- ۱۵ - تغییر قبله مسلمین، (۲ قمری)
- ۲۲ - درگذشت معاویة بن ابی‌سفیان
- ۲۵ - درگذشت موسی کاظم، هفتمین امام شیعه دوازده‌امامی (۱۸۳ قمری)
- ۲۷ - عید مبعث، سالروز بعثت پیامبر اسلام در جهان اسلام (سال اول عام الفیل برابر با ۱۳ پیش از هجری قمری)